# Lê Hải Lý
Lê Hải Lý (1935 – 15 tháng 5 năm 2023) là một sĩ quan cao cấp của Quân đội nhân dân Việt Nam, hàm Đại tá, nguyên Phó Chỉ huy trưởng, Tham mưu trưởng của Bộ Chỉ huy quân sự tỉnh Quảng Nam – Đà Nẵng. Ông được nhà nước Việt Nam phong tặng danh hiệu Anh hùng Lực lượng vũ trang nhân dân.

## Cuộc đời
Lê Hải Lý sinh năm 1935 tại xã Điện Thọ, huyện Điện Bàn, tỉnh Quảng Nam. Năm 13 tuổi, ông xung phong làm liên lạc cho đội du kích địa phương. Năm 1950, ông trở thành chiến sĩ liên lạc Huyện đội Điện Bàn. Giai đoạn 1953–1954, ông trở thành chiến sĩ trong khẩu đội cối 81, thuộc Đại đội Trợ chiến 22 của Quảng Nam, liên tục hỗ trợ cho các đơn vị bộ binh tấn công địch, mở rộng vùng tự do ở Quảng Nam – Đà Nẵng, đơn vị của ông hoạt động tại khu vực Duy Xuyên, Nông Sơn và vùng tây Quảng Nam, nhằm giam chân địch. Trong trận đánh với Pháp ngày 18 tháng 7 năm 1954, đại đội đã bắt sống tại trận được 343 tên giặc, trở thành trận đánh lớn nhất trên chiến trường Quảng Nam – Đà Nẵng trong suốt 9 năm Chiến tranh Đông Dương.
Từ khi trở lại miền Nam chiến đấu năm 1962, trên các cương vị chỉ huy từ đại đội lên tỉnh đội trưởng, Lê Hải Lý đã trực tiếp chiến đấu và chỉ huy chiến đấu trong 120 trận đấu như Tổng tiến công và nổi dậy Tết Mậu Thân 1968, chiến dịch Z1. Trong các cuộc chiến đấu, ông đã 5 lần bị thương và 3 lần được tổ chức cho ra miền Bắc, nhưng ông xin ở lại bám trụ chiến trường tiếp tục chiến đấu. Đến năm 1975, ông đã chỉ huy Tiểu đoàn 70, 72 và 74 thực hiện chiến dịch giải phóng Tam Kỳ vào ngày 24 tháng 3 năm 1975.
Ông đã được nhà nước Việt Nam tặng thưởng nhiều huân, huy chương và danh hiệu Anh hùng lực lượng vũ trang nhân dân. Ông qua đời vào ngày 15 tháng 5 năm 2023 tại phường Hòa Cường Bắc, quận Hải Châu, thành phố Đà Nẵng, thọ 88 tuổi.

## Khen thưởng
- Anh hùng lực lượng vũ trang nhân dân.
- Huân chương Quân công hạng Nhất, Nhì.
- Huân chương Chiến công hạng Nhất, Nhì, Ba.
- Huân chương Kháng chiến hạng Nhất.
- Huân chương Chiến thắng hạng Ba.
- Huân chương Chiến sĩ giải phóng hạng Nhất, Nhì, Ba.
- Huân chương Chiến sĩ vẻ vang hạng Nhất, Nhì, Ba.
- Huy chương Quân kỳ quyết thắng.